# Мишка Йоги
Ми́шка Йо́ги (англ. Yogi Bear) — персонаж мультипликационных фильмов студии «Hanna-Barbera», антропоморфный медведь. Впервые появился в 1958 году как второстепенный персонаж мультсериала про пса Геккельберри Хаунда, однако ввиду большой популярности уже в январе 1961 года стал главным героем собственного мультсериала, «Шоу Мишки Йоги». В мультфильмах его на протяжении 30 лет (до 1988 года) озвучивал актёр Доуз Батлер.
Yogi Bear созвучно имени популярного американского бейсболиста Йоги Берра, который подал в суд на компанию Hanna-Barbera за клевету. Компания заявила, что это лишь совпадение и Йоги Берра отказался от иска. По словам Уолтера Браша, автора книги «Мультяшные прозвища», «трудно найдите кого-нибудь в индустрии анимации, кто бы поверил в такое совпадение».
Мишка Йоги — прямоходящий бурый медведь с весёлым и хвастливым нравом, носящий зелёные шляпу и галстук. Он обитает в вымышленном Джеллистоунском парке (пародия на Йеллоустонский национальный парк) и, постоянно нося с собой корзину для пикника, целыми днями пытается украсть пищу у туристов, посещающих парк. Его неизменным спутником является медведь Бу-Бу, который отличается куда более осторожным и пугливым характером; на попытках завладеть пищей и противопоставлении двух главных героев построен юмор большинства мультфильмов о Мишке Йоги. Среди других постоянных героев мультсериала — подруга Йоги, медведица Синди, не одобряющая его поведения, и Рэйнджер Смит, постоянно стремящийся помешать Йоги совершать кражи еды. Одной из коронных фраз Йоги является «Я умнее, чем средний медведь!».
Первый полнометражный мультфильм о Мишке Йоги, «Привет, я — медведь Йоги», был выпущен в 1964 году. Популярность персонажа несколько снизилась в 1970-е — 1980-е годы, особенно после начала появления в прессе статей, высмеивающих «устаревшую» технику рисунка в мультфильмах студии Hanna-Barbera, в частности, малое количество кадров, ввиду чего, например, двигалась лишь голова медведя, а не всё его туловище (что позволило аниматорам сократить число рисунков для среднего мультфильма о персонаже с 14 до 2 тысяч). Тем не менее различные мультфильмы и сериалы о нём продолжали выходить и в последующие годы, а в 2010 году был снят первый полнометражный мультфильм в 3D о нём. С первой половины 1980-х годов персонаж стал также героем целого ряда видеоигр, комиксы про него с разной периодичностью выходят с 1960-х годов. В 2011 году в Лурее, штат Вирджиния, персонажу был установлен памятник.